# GOLD
《GOLD》，富士電視台系列自2010年7月8日起播出的日本電視劇。播出時間為每周四22:00 ~ 22:54（JST）。播到2010年9月16日，第一集22:00 ~ 23:09延長15分鐘。總共11集。

## 概要
透過一名撫養了4個子女的女性，描寫最終的家庭之愛的家庭劇。編劇為富士電視台系列《沒有薔薇的花店》等的野島伸司。天海祐希繼《BOSS女王》以來的主演作品，繼《不毛地帶》以來的木曜劇場作品。
廣告標語為「天海祐希，以金牌為目標。」

## 演員陣容

### 早乙女家
- 早乙女悠里 - 天海祐希

42歲。管理健身房·美容院的YS Corporation的CEO，頂尖的美容研究家，也在電視上演出。無論再怎麼忙，也親自做家事，希望孩子們在奧運上奪得金牌。從第一代開始收集麗佳娃娃的人偶。在年幼時因為親眼看見保坂的妻子為了保護自己而被強盜殺死，因而導致精神創傷，對罪犯感到強烈的氣憤。
- 早乙女修一 - 水上劍星（日语：水上剣星）

得年22歲。悠的哥哥，游泳的奧運代表選手。重視金牌，卻在比賽之前因事故身亡。但事實上，他是在得知將有可能獲得金牌的澳洲選手出現後而產生動搖，認為自己無法於奧運獲勝而自殺。
- 早乙女洸 - 松坂桃李

20歲。悠的長子。游泳的倫敦奧運後補選手。
- 早乙女廉 - 矢野聖人（日语：矢野聖人）

18歲。悠里的次子。田徑的倫敦奧運後補選手。突然放棄田徑競賽，被悠里逐出家門，跑去和辰也住在一起。實際上是因為罹患了心臟疾病。
- 早乙女晶 - 武井咲

17歲。悠的長女。高台跳水的倫敦奧運後補選手。對丈治有感情但被拒絕，遂與宇津木開始交往。
- 早乙女朋 - 大江駿輔（日语：大江駿輔）

10歲。悠的么子。但已因流產而去世。只有早乙女悠里和新倉理佳能看見他。
- 早乙女惣一 - 夏八木勲（日语：夏八木勲）

悠、修一的父親，日體協會長。因為自己沒能獲得金牌，造就了早乙女家的成員無論如何都得獲得奧運金牌的宿命。假造了確定修一與宇津木為親生父子的DNA鑑定報告書，並燒燬修一的遺書。

### YS Corporation
- 新倉理佳　 - 長澤雅美

24歲。悠的秘書。短大畢業，除了靈感特別強以外，幾乎沒有什麼一技之長。因為朋所看中，而被雇用做秘書，不過卻得24小時待命，受制於悠里。受悠里之勸，養了一隻名為「小金」的貴賓狗。口頭禪是「怎麼會～」。
- 相馬幸惠 - 賀來千香子（日语：賀来千香子）

40歲。YS Corporation美容部的負責人。悠里對她也相當信賴。「10年前，因沉迷於柏青哥而將自己的孩子丟在車裡，導致其中暑去世。」從顧客那裡聽到這則往事的職員開始散播傳言，幸惠為了不給公司帶來麻煩而遞交辭呈。了解情況的悠里雖極力挽留，仍抵不過她堅決的辭意。
- 雨宮千惠子 - （第1集）

YS Corporation的美容師。因為失戀的打擊，體重由46kg增加到68kg，遭悠里告誡必須在期限內減重10kg，但她反駁悠里這幾乎不可能。因理佳之助而只受到減薪處分，減重成功前不得出現於客人面前並轉為雜役。
- 保坂次郎 - 志賀廣太郎（日语：志賀廣太郎）

悠的私人司機。本是惣一的司機，服侍悠里已經將近20年。妻子是早乙女家的保母，但在悠里小時候，為保護悠里而受到強盜殺害，因著這樣的震撼使得他不再開口說話。
- 蓮見丈治 - 反町隆史

38歲。前游泳選手，為洸、廉、晶的教練員，同時也是洸的教練。一力承擔YS Corporation的體育俱樂部部門，悠里對其相當信賴。他是悠里、修一的青梅竹馬，偷偷愛慕著悠里。也是唯一知道修一事故身亡真相者。

### 丹羽家
- 丹羽聖子 - 江戶晴美

43歲。悠體育俱樂部的清掃員。苦惱於單親家庭中兒子的暴力，想對悠里提出的教育理論提出索賠，但真實身分被拆穿後，因為與悠里的對話而感到煩惱。
- 丹羽勝 - 水野真典（日语：水野真典）

18歲。聖子的兒子。避居在家裡，對母親施以暴力。

### 其他
- 明石辰也 - 寺島進（日语：寺島進）

44歲。正與悠分居中的丈夫。首爾奧運摔角金牌獲得者。現在待業中。
- 宇津木洋介 - 綾野剛（第2集－第7集）

攝影師。因為雜誌採訪與晶相遇，後擔任晶寫真集的攝影師一職。是過世的修一之子，早乙女家四兄妹的堂哥。不為財富與名聲，而是為了確定自己的身分而靠近晶，但逐漸被晶所吸引；不過會長刻意偽造DNA鑑定報告書，隱藏他與修一是親子的事實。最後因為避免對晶有再進一步的傷害，而悄然離開。
- 椎名涼子 - 波瑠（第1·2集）

洸的前女友。告知悠里自己懷了洸的孩子，不過只是為了受到裁員的父親而撒謊。
- 椎名哲夫 - 平田滿（日语：平田満）（第2集）

涼子的父親。受到裁員，與涼子一起造訪悠里，要求賠償費。
- 洋介的母親 - （第6集）

溫泉街的伴遊。在遭遇丈夫DV（Domestic Violence，家庭暴力）時，遇見當時進行強化特訓的修一，之後又因為丈夫的DV造成失語症。
- 神代洋治 - 名高達男（日语：名高達男）（第7集）

世界寶石連鎖商「Duel」的所有人。透過最佳珠寶獎的頒獎儀式，把沙織·麻衣子介紹給洸。
- 神代沙織 - （第7集 -）

神代的長女。把自己的價值認知告訴給面臨金牌壓力的阿洸，並唆使他不要參加奧運，只要佯裝成受傷且無法參賽，大家便拿他沒轍。
- 神代麻衣子 - 南澤奈央（第7集－第11集）

神代的次女。形象質樸稳重低调。在自宅被拍賣時卻能挽回頹勢，對神代家來說是像護身符單的存在。
- 大澤 - 小野武彦（日语：小野武彦）（第7集）

議員。委託悠參與眾議員的選舉。
- 笹岡 - 宮崎美子（第7集）

透過神代的介紹悠里委託的算命師，金融界·政界的龍頭甚至因她密訪諮詢。外觀是非常普通的主婦，不過卻能從人們的「思緒」中預知未來。
- 笠原真理惠 - 倍賞美津子（第8集 -）

修一、悠的親生母親。與惣一離婚後，遠渡巴黎從事畫家一職。對於育兒、競賽心理的成長抱持負面態度，遭到早乙女家否定。接受了受傷的阿洸的諮詢，警告悠里沒有身為母親的資格，打算把他們分開。

## 工作人員
- 編劇：野島伸司
- 音樂：千住明、池賴廣
- 製作人：東康之
- 導演：河毛俊作、加藤裕將、石井祐介
- 製作：富士電視台電視劇製作中心

## 主題曲
- Superfly「Wildflower」（Warner Music Japan）

## 播出列表
| 集數                                                       | 播出日期      | 日文標題 | 中文標題（暫譯）                                               | 導演     | 收視率 | 備註       |
| ---------------------------------------------------------- | ------------- | -------- | -------------------------------------------------------------- | -------- | ------ | ---------- |
| 第1話                                                      | 2010年7月08日 |          | 女社長，愛與淚的斯巴達天才教育法！                             | 河毛俊作 | 12.3%  | 延長15分鐘 |
| 第2話                                                      | 2010年7月15日 |          | 教育女兒的方法… 懷孕引起騷動！同時，母親呢？                   | 河毛俊作 | 11.5%  |            |
| 第3話                                                      | 2010年7月22日 |          | 母女淚水的訣別！ 女兒與神秘男子，我們一樣都是孤兒！ 丈治的熱吼 | 加藤裕將 | 10.1%  |            |
| 第4話                                                      | 2010年7月29日 |          | 燒燬的人偶－給所有失去孩子的母親 兩個母親的羈絆                | 加藤裕將 | 09.6%  | 延遲20分鐘 |
| 第5話                                                      | 2010年8月05日 |          | 盛夏的游泳池畔～母親擁抱了長子 親愛的兄長身故的真相            | 河毛俊作 | 08.6%  |            |
| 第6話                                                      | 2010年8月12日 |          | DNA鑑定的結果是？ 針對女兒的男子的真相－失去愛的駕駛的悲劇     | 石井祐介 | 07.2%  |            |
| 第7話                                                      | 2010年8月19日 |          | 號哭！失去愛子的母親－三男衝擊的秘密                           | 河毛俊作 | 07.0%  |            |
| 第8話                                                      | 2010年8月26日 |          | 沒資格身為母親－孩子們再見                                     | 加藤裕將 | 07.2%  |            |
| 第9話                                                      | 2010年9月02日 |          | 與兒子的命交換…傷心的母親孤注一擲                              | 石井祐介 | 08.4%  |            |
| 第10話                                                     | 2010年9月09日 |          | 誰來救救我！崩潰邊緣…悲傷的母親最後的呼喊                      | 加藤裕將 | 07.0%  | 延遲40分鐘 |
| 最終話                                                     | 2010年9月16日 |          | 最終回…不要死啊！母子號哭的結束                                | 河毛俊作 | 08.7%  |            |
| 平均收視率 8.9%（收視率為關東地區·Video Research公司調查） |               |          |                                                                |          |        |            |

## 外部連結
- GOLD - 富士電視台官方網站（日語）